# دره شهری
دره شهری (همچنین به عنوان دره خیابان نیز شناخته می‌شود) مکانی است که در آن خیابان با ساختمان‌هایی در هر دو طرف احاطه شده‌است و محیطی شبیه به دره ایجاد می‌کند. چنین دره‌هایی ساخته شده توسط انسان زمانی ایجاد می‌شوند که خیابان‌ها، بلوک‌های متراکم ساختارها، به ویژه آسمان خراش‌ها را از هم جدا می‌کنند.